# Ariarico
Ariarico fue el primer jefe tervingio cuya existencia está comprobada históricamente, ya que aparece en otras fuentes independientes de la Getica de Jordanes, y muy posiblemente el primer juez tervingio conocido.

## Biografía
En la década de 320, los tervingios dominaban el Bajo Danubio. En 328, el emperador Constantino I construyó fuertes a lo largo del río, debido a que en las guerras civiles de la década anterior los tervingios habían apoyado a Licinio. Ante el expansionismo de los tervingios hacia el oeste, los sármatas pidieron ayuda a los romanos y estos al mando del césar Constantino II los mandaron de vuelta al Bajo Danubio.
En el año 332 el emperador y Ariarico acordaron un foedus por el que los tervingios tenían que pagar un tributo al emperador y proporcionar reclutas al ejército imperial. El hijo de Ariarico, Aorico, pasó a educarse en Constantinopla como un rehén para garantizar la paz.